# Parafia św. Barbary w Ropczycach
Parafia św. Barbary w Ropczycach – parafia znajdująca się w diecezji rzeszowskiej w dekanacie ropczyckim. Erygowana w 1999. 
W lipcu 1999 roku ordynariusz rzeszowski biskup Kazimierz Górny erygował w Ropczycach nową parafię pw. św. Barbary. Pierwszym proboszczem parafii został mianowany ks. Leopold Kordas. Nowa ropczycka parafia wydzielona została z parafii farnej. Dzięki staraniom ks. Jana Delekty, proboszcza parafii Przemienienia Pańskiego (farnej) w 1996 na Osiedlu św. Barbary, na tzw. „Górce” powstała kaplica wykonana z konstrukcji stalowej przez „Mostostal” Ropczyce. Przedsięwzięcie wspierane było także poprzez ofiarodawców indywidualnych. Chociaż kaplica pełni funkcję tymczasowego kościoła, to jest bardzo solidna. Obok stoi metalowa dzwonnica z 3 dzwonami. Kaplica i dzwony zostały poświęcone przez bp. Kazimierza Górnego 4 grudnia 1996 roku. Na fundamentach rozpoczętej w 1989 budowy domu katechetycznego powstał dom parafialny, obszerny i dobrze wyposażony. Znajdują tam swoje miejsce do spotkań wszystkie grupy duszpasterskie działające przy parafii, a także harcerze.

## Proboszczowie
- ks. Leopold Kordas (od 1999)